# Mniothripa lichenigera
Mniothripa lichenigera är en fjärilsart som beskrevs av George Francis Hampson 1905. Mniothripa lichenigera ingår i släktet Mniothripa och familjen trågspinnare. Inga underarter finns listade i Catalogue of Life.